# Риз, Чип
Дэвид Эдвард Риз (англ. David Edward Reese, более известен как Чип Риз; 28 марта 1951, Сентервилл, Огайо — 4 декабря 2007, Лас-Вегас) — американский профессиональный игрок в покер. Обладатель трех браслетов Мировой серии покера. Член Зала славы покера с 1991 года.

## Карьера
Играть в карты его научила мать ещё в детстве. Во время учёбы в школе он успешно играл в американский футбол. Затем Чип поступил в Дартмутский колледж, где изучал экономику, продолжал играть в футбол и покер. Позже покерный клуб колледжа был переименован в его честь — «Карточный клуб имени Дэвида Риза».
После окончания колледжа он поступил в  Стэнфордскую юридическую школу, но позже решил сосредоточиться на игре в покер.
По мнению Дойла Брансона, Риз являлся одним из лучших игроков в покер вообще и лучшим по игре в семикарточный стад. Раздел книги Брансона «Суперсистема», посвященный семикарточному стаду написал именно Чип Риз.
В 1978 году он выиграл свой первый браслет на турнире по семикарточному стаду с бай-ином $1000. В 1982 году был завоеван второй браслет. Он не часто принимал участие в турнирах, в основном играя на наличные деньги. Позже он стал работать менеджером в казино «Дюны». В 1991 году он стал самым молодым из живущих игроков, включенных в Зал славы покера.
В 2006 году Чип Риз стал победителем первого в истории турнира по H.O.R.S.E. с бай-ином $50 000. Финальный поединок Риза против Энди Блока вошел в историю. Они играли более семи часов, за это время было сыграно 286 рук. Для сравнения, за финальным столом главного турнира WSOP-2005 было сыграно всего 232 руки. С 2008 года приз за победу в этом турнире носит название David 'Chip' Reese Memorial Trophy.
Сумма его турнирных призовых за карьеру составила $3 552 658.
Уважаемый в покерном сообществе автор книг Дэвид Склански, в своей книге «Geeking, Grifting, and Gambling Through Las Vegas…» назвал Чипа Риза мошенником, ссылаясь на признание самого Риза. Мошенничество происходило во времена, когда Риз был управляющим менеджером рума «Dunes», где игра велась с использованием подтасованных колод и помеченных карт.
Риз умер 4 декабря 2007 года в своем доме в Лас-Вегасе. Некоторые источники[какие?] сообщают, что он умер во сне от пневмонии.